# 在ベレン領事事務所
在ベレン領事事務所（ポルトガル語: Consulado do Japão em Belém、英語: Consulate of Japan in Belém）は、ブラジル北部の主要都市ベレンに設置されている日本の領事事務所である。
2017年10月1日時点で管轄区域内の在留邦人数は2481人。これは在外公館別で第80位、ブラジルでは在サンパウロ日本国総領事館、在クリチバ日本国総領事館に次いで第3位であり、在リオデジャネイロ日本国総領事館を上回っている。

## 沿革
- 1929年、ブラジル北部のアマゾン地域への初めての日本人移住者がベレンに到着[3]
- 1934年8月、在ベレン日本帝国領事館（ポルトガル語: Consulado do Japão em Belém、英語: Consulate of Japan in Belém）が開設される[3]、初代領事は浜口光雄[4]
- 1942年1月19日、大日本帝国とブラジルの国交が断絶され、在ベレン日本帝国領事館を含む在ブラジル日本公館が閉鎖される[5]
- 1945年6月6日、ブラジルが大日本帝国に宣戦布告する[5]
- 1945年8月15日、第二次世界大戦の敗戦により大日本帝国が崩壊[6]
- 1952年4月28日、サンフランシスコ平和条約の発効により日本国が独立、ブラジルも同条約締結国のうちの一国[7]
- 1953年、在ベレン日本国領事館（在ベレーン日本国領事館[8]）として再開される[3]
- 1956年3月16日、領事館に代わって在ベレン日本国総領事館（在ベレーン日本国総領事館[8]、ポルトガル語: Consulado Geral do Japão em Belém、英語: Consulate-General of Japan in Belém）を開設することが定められる[9]
- 2013年2月28日、第183回国会開催中に政調審議会が開催され、政審の終了後に高市早苗政務調査会長（当時）が記者会見を開いた。高市政調会長は当日の審議会で挙げられた9件の案件のうち8件を良しとしたが、残る1件である在ベレン総領事館の出張駐在官事務所への格下げについて「領事館として置くことの必要性がないのかどうかについて合理的な説明を得られておりません。むしろ、必要性が高まっているのではないかと、私共は考えました。」と懸念を表明した上で、合理的な説明を求めたいとの意向を示した[10]
- 2013年3月22日、第183回国会外務委員会第3号が開催され、在ベレン日本国総領事館を廃止して代わりに在ベレン出張駐在官事務所を開設する法改正が可決される[11]
- 2014年1月1日、在ベレン日本国総領事館が廃止され、代わりに在ベレン領事事務所が開設される[12][13]

## 所在地
Edifício Belém Office Center, Avenida Magalhães Barata, 651 - 7º andar - CEP 66060-281 Belém - PA

## 管轄地域
パラー州、マラニョン州、ピアウイ州及びアマパー州を管轄。